# Juegos Suramericanos de Playa de 2009
La primera edición de los Juegos Suramericanos de Playa fueron organizados por la ODESUR y se disputaron en Uruguay desde el 3 de diciembre hasta el 13 de diciembre del 2009.

## Ciudades sedes
Las dos ciudades elegidas para disputar todos los eventos fueron la capital de la república (Montevideo) y el principal balneario (Punta del Este).
Montevideo albergó las disciplinas de "arena" en el estadio Arenas del Plata en la playa Pocitos. Mientras que las disciplinas de "agua" se desarrollaron en las costas próximas a Punta del Este. En Fitness se exhibió tanto en el estadio de la capital como en el escenario Nogaró by Mantra.

## Equipos participantes
Participaron las 15 naciones afiliadas a ODESUR.
| Equipos participantes | Equipos participantes | Equipos participantes | Equipos participantes |
| --------------------- | --------------------- | --------------------- | --------------------- |
| Antillas Neerlandesas | Aruba                 | Argentina             | Bolivia               |
| Brasil                | Chile                 | Colombia              | Ecuador               |
| Guyana                | Panamá                | Paraguay              | Perú                  |
| Surinam               | Uruguay               | Venezuela             |                       |

## Deportes
Se compitió en 10 disciplinas en rama femenina y masculina.
- Fútbol playa
- Balonmano playa
- Voleibol playa
- Rugby playa
- Natación en aguas abiertas
- Vela
- Surf
- Esquí náutico
- Triatlón
- Fitness disciplina no oficial

## Medallero
País anfitrión en negrilla.
| Núm. | País            | Oro | Plata | Bronce | Total |
| ---- | --------------- | --- | ----- | ------ | ----- |
| 1    | Brasil (BRA)    | 12  | 6     | 7      | 25    |
| 2    | Argentina (ARG) | 9   | 5     | 8      | 22    |
| 3    | Venezuela (VEN) | 2   | 4     | 2      | 8     |
| 4    | Ecuador (ECU)   | 2   | 0     | 1      | 3     |
| 5    | Colombia (COL)  | 1   | 3     | 1      | 5     |
| 6    | Perú (PER)      | 1   | 2     | 0      | 3     |
| 7    | Uruguay (URU)   | 0   | 5     | 3      | 8     |
| 8    | Chile (CHI)     | 0   | 1     | 5      | 6     |
| 9    | Paraguay        | 0   | 1     | 0      | 1     |
|      | Total           | 27  | 27    | 27     | 81    |